# Kaj Kleist
Kaj Henning Peter Kleist (* 11. November 1943 in Qaqortoq) ist ein grönländischer Lehrer und Beamter.

## Leben
Kaj Kleist ist der Sohn des Pastors Rink Kleist (1912–1977) und dessen Frau Asê Lund (1909–2002). Seine Großeltern sind der Dichter Josva Kleist (1879–1938) und dessen Frau Bolethe Marie Ingeborg Chemnitz (1888–1957), Tochter des Pastors Jens Chemnitz (1853–1929), sowie der Dichter Henrik Lund (1875–1948) und dessen Frau Karoline Malene Justine Haldora Egede (1877–1979). Er selbst heiratete am 29. Juli 1971 die Lehrerin Else Hansen (* 1950), Tochter der Kinderhelferin Kistâraĸ Sørensen († 1993). Aus der Ehe gingen die beiden Söhne Mininnguaq Kleist (* 1973) und Malik Kleist (* 1977) hervor.
Kaj Kleist schloss 1966 die Schule ab und begann anschließend eine Lehrerausbildung an Grønlands Seminarium, die er 1973 abschloss. Anschließend arbeitete er als Lehrer in Vordingborg (1973–1974), Nuuk (1974–1976) und Tasiilaq (1976–1978). Danach war er bis 1980 an Dänemarks Lehrerhochschule. Von 1982 bis 1988 war er Schulinspektor in Qaqortoq und von 1989 bis 1990 Leiter der Sulisartut Højskoliat. Anschließend verließ er das Schulwesen und war von 1990 bis 1991 Direktor für Kultur, Unterricht und Arbeitsmarkt bei der grönländischen Regierung. Von 1992 bis 1999 war er Regierungsdirektor. Von 1999 bis 2001 war er Direktor des Außenministeriums, anschließend Direktor des Parlaments und von 2003 bis 2007 wieder Direktor der Regierung. Anfang 2008 wurde er zum Departementschef des Regierungschefs ernannt, ging aber noch im selben Jahr in Pension. Anschließend wurde er Kommunikationsmanager bei London Mining Greenland.
Kaj Kleist war von 1979 bis 1980 Vorsitzender der Siumut in Dänemark, von 1981 bis 1982 Parteisekretär der Siumut und von 1983 bis 1988 Vorsitzender der Siumut in Qaqortoq und ab 1987 Mitglied des Parteivorstands. Von 1987 bis 1990 war er Vorsitzender der Radioverwaltung und von 1990 bis 1993 Aufsichtsratsvorsitzender der Südgrönländischen Buchdruckerei. Von 1990 bis 1991 gehörte er der Kommission für Wissenschaftliche Untersuchungen in Grönland an. 1992 wurde er Aufsichtsratsvizevorsitzender bei Nunaoil und 1998 Vorsitzender. 1997 wurde er Vorstandsmitglied für Nordatlantens Brygge, 2003 für die Dänisch-Grönländische Kulturstiftung und 2007 für die grönländische Nationalgalerie. Von 1979 bis 1980 leitete er die Widerstandsbewegung gegen den Uranabbau in Grönland (KUAK) und von 1981 bis 1982 die EG-Widerstandsbewegung ANISA.
Am 29. September 1995 erhielt er den Nersornaat in Silber. Er ist zudem Ritter 1. Grades des Dannebrogordens. 2015 wurde Kajs Grønlandskrønike herausgebracht, ein von Susanne Christiansen geschriebenes historisch-biografisches Buch aus der Sicht von Kaj Kleist.